# Finn Russell
Pour les articles homonymes, voir Russell.

a Compétitions nationales et continentales officielles uniquement.

b Matchs officiels uniquement.
Dernière mise à jour le 4 août 2025.
Finn Alastair Russell, né le 23 septembre 1992 à Bridge of Allan (Écosse), est un joueur international écossais de rugby à XV évoluant au poste de demi d'ouverture.
Il porte le maillot de l'équipe d'Écosse depuis 2014. En club, il joue au sein de la franchise des Glasgow Warriors dans le Pro12 à partir de 2012, puis avec le Racing 92 à partir de la saison 2018-2019. Il rejoint le club anglais de Bath en 2023.  

## Biographie

### Débuts dans le rugby et chez les professionnels
Finn Alastair Russell nait le 23 septembre 1992 dans la ville écossaise de Bridge of Allan, dans le Stirlingshire, sur les rives du Forth, en amont de la capitale, Édimbourg. Finn Russell commence alors le rugby dans le club du Stirling County RFC. Ainsi, en 2011, il remporte la National Youth Cup, compétition à laquelle participent les jeunes joueurs de moins de 18 ans. Après le lycée, Finn Russell exerce le métier de maçon pendant une période de trois ans en parallèle de sa pratique du rugby.
Ses performances avec son nouveau club des Falkirk RFC et avec l'équipe d'Écosse des moins de 20 ans lors du tournoi des Six Nations 2012, lui permettent de s'engager avec la province écossaise des Glasgow Warriors pour la saison 2012-2013. Après le championnat du monde junior, il rejoint dans un premier temps le club de l'Ayr RFC, avec lequel il réalise le doublé en remportant la coupe d'Écosse et le championnat du Scottish Premiership.
Il fait partie du John Macphail Scholarship, avec lequel il passe quinze semaines en Nouvelle-Zélande à la Lincoln University, université par laquelle sont passés entre autres Richie McCaw ou Sam Whitelock. Ce stage a pour objectif de permettre à Finn Russell de faire des progrès dans son jeu.
De retour en Écosse, Finn Russell profite du Tournoi des Six Nations 2013 pour disputer son premier match de Pro12, le 10 février 2013, face au club italien des Zebre.

### Finaliste du Pro12 et premières sélections (2013-2014)
Les Glasgow Warriors se qualifient pour la finale du Pro12 2013-2014, mais échoue en finale face aux Irlandais du Leinster (défaite 34-12). Ses performances lui permettent d'obtenir sa première cape internationale le 7 juin 2014 contre l'équipe des États-Unis à Houston (État du Texas, États-Unis).

### En 2015: vainqueur du Pro12 participation à la Coupe du monde
Après avoir éliminé en demi-finale les Nord-Irlandais de l'Ulster grâce à une transformation réussie en coin par Finn Russell (16-14), les Glasgow Warriors se qualifient pour la seconde fois consécutive pour la finale du Pro12 2014-2015. Mais cette fois, les Warriors s'imposent face aux Irlandais du Munster sur le score de 31 à 13, grâce notamment à un essai de Finn Russell.
Finn Russell est de nouveau appelé par son sélectionneur néo-zélandais, Vern Cotter, pour la Coupe du monde 2015. Sortie de la poule B (composé de l'Afrique du Sud, du Japon, des Samoa et des États-Unis), l'Écosse retrouve l'Australie en quart de finale à Twickenham. Au terme d'un match disputé, les Wallabies remportent la rencontre sur le score de 35 à 34 grâce à une pénalité litigieuse obtenue en toute fin de partie.

### Joueur cadre

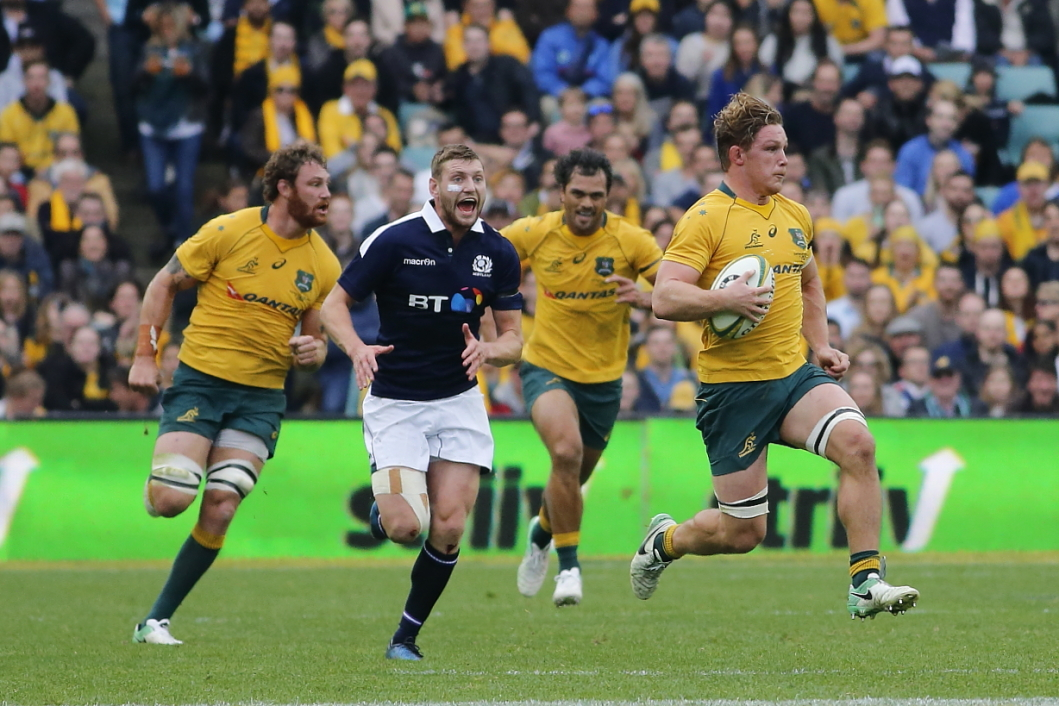
Finn Russell avec l'Écosse face à l'Australie en juin 2017.

Finn Russell devient par la suite le titulaire à l'ouverture du XV du Chardon avec qui l'Écosse connait de meilleures performances. Lors du Tournoi des Six Nations 2016, l'Écosse remporte deux rencontres, dont une face à la France (29-18), puis échoue une fois de plus contre l'Australie d'un point (22-23), bat l'Argentine (19-16) et remporte trois matchs lors du Tournoi 2017, dont les matchs face à l'Irlande (27-22) et au pays de Galles (29-13). Initialement non retenu dans la sélection des Lions britanniques et irlandais pour leur tournée de juin 2017 en Nouvelle-Zélande, Finn Russell participe à la tournée écossaise qui parvient à faire chuter l'Australie sur ses terres (24-19). Il est ensuite appelé par Warren Gatland en cours de tournée pour combler des blessures chez les Lions. Il dispute un match de préparation face aux Hurricanes (31-31).
En 2018, il signe au Racing 92, mais malgré son départ de l’Écosse, il reste un joueur cadre de la sélection. Il est notamment auteur d'une partie exceptionnelle contre l'Angleterre en 2019, nommé homme du match, sa performance étant même décrite comme l'une des meilleures d'un joueur écossais à Twickenham de tous les temps. Ce match nul 38 à 38 dans le cadre du Tournoi permet a son équipe de conserver la Calcutta Cup sur deux ans pour la première fois depuis 1983 et 1984.

### Départ en Angleterre
Le 20 décembre 2022, les clubs du Racing 92 et de Bath Rugby annoncent son transfert vers l'Angleterre à partir de la saison 2023-2024, il doit rejoindre son nouveau club après la Coupe du monde 2023. Le 16 août 2023, il fait partie de la liste définitive des 33 joueurs convoqués par Gregor Townsend pour disputer la Coupe du monde 2023.
Au mois de janvier 2024, il est sélectionné pour le Tournoi des Six Nations. Quelques jours après cette convocation, il est nommé co-capitaine de la sélection écossaise en compagnie de Rory Darge.
Début mai 2025, il est convoqué pour la tournée des Lions britanniques et irlandais en Australie. Il y dispute trois rencontres face à l'Australie le 19, 26 juillet et 2 août. Il est élu meilleur joueur des Lions de la série.      

## Statistiques

### En club
| Saison                 | Club                   | Championnat | Championnat | Championnat | Championnat | Championnat | Championnat | Championnat | Coupe d'Europe | Coupe d'Europe | Coupe d'Europe | Coupe d'Europe | Coupe d'Europe | Coupe d'Europe | Coupe d'Europe | Total | Total |
| Saison                 | Club                   | Comp.       | M           | P           | Ess.        | Pen.        | Tr.         | Dp.         | Comp.          |                | P              | Ess.           | Pen.           | Tr.            | Dp.            | M     | P     |
| ---------------------- | ---------------------- | ----------- | ----------- | ----------- | ----------- | ----------- | ----------- | ----------- | -------------- | -------------- | -------------- | -------------- | -------------- | -------------- | -------------- | ----- | ----- |
| 2012-2013              | Glasgow Warriors       | Pro12       | 1           | 4           | -           | -           | 2           | -           | Coupe d'Europe | -              | -              | -              | -              | -              | -              | 1     | 4     |
| 2013-2014              | Glasgow Warriors       | Pro12       | 14          | 101         | -           | 21          | 19          | -           | Coupe d'Europe | -              | -              | -              | -              | -              | -              | 14    | 101   |
| 2014-2015              | Glasgow Warriors       | Pro12       | 11          | 85          | 3           | 12          | 17          | -           | Coupe d'Europe | 6              | 35             | -              | 9              | 4              | -              | 17    | 120   |
| 2015-2016              | Glasgow Warriors       | Pro12       | 10          | 71          | 2           | 11          | 14          | -           | Coupe d'Europe | 6              | 51             | -              | 13             | 6              | -              | 16    | 122   |
| 2016-2017              | Glasgow Warriors       | Pro12       | 9           | 84          | 2           | 11          | 19          | 1           | Coupe d'Europe | 7              | 63             | -              | 13             | 12             | -              | 16    | 147   |
| 2017-2018              | Glasgow Warriors       | Pro14       | 12          | 81          | -           | 13          | 21          | -           | Coupe d'Europe | 5              | 28             | -              | 4              | 8              | -              | 17    | 109   |
| Total Glasgow Warriors | Total Glasgow Warriors | Pro14       | 57          | 426         | 7           | 68          | 92          | 1           | Coupe d'Europe | 24             | 177            | -              | 39             | 30             | -              | 81    | 603   |
| 2018-2019              | Racing 92              | Top 14      | 18          | 115         | 5           | 12          | 27          | -           | Coupe d'Europe | 7              | 46             | -              | 6              | 14             | -              | 25    | 161   |
| 2019-2020              | Racing 92              | Top 14      | 9           | 10          | 2           | -           | -           | -           | Coupe d'Europe | 9              | 14             | 2              | -              | 2              | -              | 18    | 24    |
| 2020-2021              | Racing 92              | Top 14      | 13          | 13          | 1           | -           | 4           | -           | Coupe d'Europe | 2              | -              | -              | -              | -              | -              | 15    | 13    |
| 2021-2022              | Racing 92              | Top 14      | 15          | 3           | -           | 1           | -           | -           | Coupe d'Europe | 2              | 8              | 1              | 1              | -              | -              | 14    | 6     |
| 2022-2023              | Racing 92              | Top 14      | 22          | 243         | 2           | 49          | 43          | -           | Coupe d'Europe | 4              | 22             | -              | 4              | 5              | -              | 26    | 265   |
| Total Racing 92        | Total Racing 92        | Top 14      | 77          | 384         | 10          | 62          | 74          | -           | Coupe d'Europe | 24             | 90             | 3              | 11             | 21             | -              | 101   | 474   |
| Total                  | Total                  | Champ.      | 134         | 810         | 17          | 130         | 166         | 1           | Coupe d'Europe | 48             | 267            | 3              | 50             | 51             | -              | 182   | 1077  |

### En équipe nationale
- 86 sélections (84 fois titulaire)
- 425 points (9 essais, 100 transformations, 60 pénalités)
- Sélections par année : 5 en 2014, 10 en 2015, 7 en 2016, 10 en 2017, 8 en 2018, 12 en 2019, 2 en 2020, 7 en 2021, 7 en 2022 et 9 en 2023 et 10 en 2024
- Tournois des Six Nations disputés : 2015, 2016, 2017, 2018, 2019, 2020, 2021, 2022 et 2023

En Coupe du monde :
- 2015 : 4 sélections (Japon, États-Unis, Samoa, Australie), 10 points (1 essai, 1 transformation, 1 pénalité)
- 2019 : 3 sélections (Irlande, Samoa, Japon), 7 points (1 essai, 1 transformation)
- 2023 : 3 sélections ( Irlande, Tonga, Afrique du Sud) , 17 points ( 7 transformation, 1 pénalité)

| Essai | Date              | Lieu                            | Adversaire | Résultat | Compétition             |
| ----- | ----------------- | ------------------------------- | ---------- | -------- | ----------------------- |
| 1     | 21 mars 2015      | Murrayfield Stadium, Édimbourg  | Irlande    | 10-40    | Tournoi des Six Nations |
| 2     | 23 septembre 2015 | Kingsholm Stadium, Gloucester   | Japon      | 45-10    | Coupe du monde          |
| 3     | 18 mars 2017      | Murrayfield Stadium, Édimbourg  | Italie     | 29-0     | Tournoi des Six Nations |
| 4     | 17 juin 2017      | Sydney Football Stadium, Sydney | Australie  | 19-24    | Test match              |
| 5     | 16 mars 2019      | Stade de Twickenham, Londres    | Angleterre | 38-38    | Tournoi des Six Nations |
| 6     | 13 octobre 2019   | Yokohama Stadium, Yokohama      | Japon      | 28-21    | Coupe du monde          |
| 7     | 14 mars 2021      | Murrayfield Stadium, Édimbourg  | Irlande    | 24-27    | Tournoi des Six Nations |
| 8     | 26 février 2023   | Stade de France, Paris          | France     | 32-21    | Tournoi des Six Nations |

## Palmarès

### En club
- Vainqueur de la Scottish Premiership en 2013 avec Ayr RFC.
- Vainqueur de la Coupe d'Écosse en 2013 Avec Ayr RFC.
- Finaliste du Pro12 en 2014 avec les Glasgow Warriors.
- Vainqueur du Pro12 en 2015 avec les Glasgow Warriors.
- Finaliste de la Coupe d'Europe en 2020 avec le Racing 92.
- Finaliste du Championnat d'Angleterre en 2024 avec Bath Rugby.
- Vainqueur de la Challenge Cup en 2025 avec Bath Rugby.
- Vainqueur du Championnat d'Angleterre en 2025 avec Bath Rugby.

### En équipe nationale

#### Tournoi des Six Nations
| Édition      | Classement | Résultats Écosse | Résultats Finn Russell | Matchs Finn Russell |
| ------------ | ---------- | ---------------- | ---------------------- | ------------------- |
| Tournoi 2015 | 6e         | 0 v, 0 n, 5 d    | 0 v, 0 n, 4 d          | 4/5                 |
| Tournoi 2016 | 4e         | 2 v, 0 n, 3 d    | 2 v, 0 n, 2 d          | 4/5                 |
| Tournoi 2017 | 4e         | 3 v, 0 n, 2 d    | 3 v, 0 n, 2 d          | 5/5                 |
| Tournoi 2018 | 3e         | 3 v, 0 n, 2 d    | 3 v, 0 n, 2 d          | 5/5                 |
| Tournoi 2019 | 5e         | 1 v, 1 n, 3 d    | 1 v, 1 n, 2 d          | 4/5                 |
| Tournoi 2020 | 4e         | 3 v, 0 n, 2 d    | 1 v, 0 n, 0 d          | 1/5                 |
| Tournoi 2021 | 4e         | 3 v, 0 n, 2 d    | 2 v, 0 n, 2 d          | 4/5                 |
| Tournoi 2022 | 4e         | 2 v, 0 n, 3 d    | 2 v, 0 n, 3 d          | 5/5                 |
| Tournoi 2023 | 3e         | 3 v, 0 n, 2 d    | 2 v, 0 n, 2 d          | 4/5                 |

Légende : v = victoire ; n = match nul ; d = défaite ; la ligne est en gras quand il y a Grand Chelem.

#### Coupe du monde
| Édition         | Classement         | Résultats Écosse | Résultats Finn Russell | Matchs Finn Russell |
| --------------- | ------------------ | ---------------- | ---------------------- | ------------------- |
| Angleterre 2015 | Quart de finaliste | 3 v, 0 n, 2 d    | 3 v, 0 n, 1 d          | 4/5                 |
| Japon 2019      | Phase de poule     | 2 v, 0 n, 2 d    | 1 v, 0 n, 2 d          | 3/4                 |
| France 2023     | Phase de poule     | 2 v, 0 n, 2 d    | 1 v, 0 n, 2 d          | 3/4                 |

Légende : v = victoire ; n = match nul ; d = défaite.

### Distinctions personnelles
- John Macphail Scholarship en 2013
- Membre de l'équipe type du Tournoi des Six Nations en 2024.
- Meilleur réalisateur du Championnat d'Angleterre en 2025 (183 points).